# Níger en los Juegos Olímpicos de Tokio 1964
Níger estuvo representado en los Juegos Olímpicos de Tokio 1964 por un deportista masculino que compitió en boxeo.
El equipo olímpico nigerino no obtuvo ninguna medalla en estos Juegos.